# Juan Luis Costantini
Juan Luis Costantini (Santa Fe, 19 de octubre de 1944) es un baloncestista en silla de ruedas y dirigente deportivo argentino. Integrando la selección argentina de básquetbol en silla de ruedas, Costantini obtuvo medalla de bronce en los Juegos Paralímpicos de Heidelberg 1972 y fue dos veces campeón mundial de los Juegos Mundiales IWAS en 1973 y 1974. El 14 de mayo de 1966 fue uno de los fundadores del Club Integral de Lisiados Santafesinos (CILSA), la primera institución para deportistas con discapacidades de Argentina, entidad que ha presidido.
Por sus logros deportivos fue reconocido en Argentina como Maestro del Deporte. En reconocimiento a su obra el salón principal del CILSA lleva su nombre.

## Síntesis biográfica
Juan Luis Costantini nació en la ciudad de Santa Fe en 1944. En su adolescencia se dedicó a la práctica del baloncesto en el club Unión de Santa Fe. A los 19 años fue víctima de un accidente de tránsito que le causó paraplejia debido a una lesión medular. En 1966, junto a Juan Leonardo Vega, Héctor Leurino y otros jóvenes santafesinos con discapacidades, fundó el Club Integral de Lisiados Santafesinos (CILSA), con el fin de practicar baloncesto en silla de ruedas. Se trató de la primera institución deportiva para personas discapacitadas de la Argentina y con el tiempo se convertiría en una de las principales del país. En un reportaje realizado por el diario El Litoral de Santa Fe, Costantini relataba las condiciones en las que se realizó la creación del CILSA:

Periodista: Y sin recursos...
Juan Luis Costantini: Ninguno, pero ninguno en serio. Teníamos que comprar sillas de ruedas, pagar el colectivo para viajar a competir. Practicábamos en Villa Colombo, en General López entre avenida Freyre y doctor Zavalla. Hacíamos bala, disco y jabalina en un principio. Y luego le compramos al Taller de la Cárcel de Coronda una mesa de ping-pong y hacíamos tenis de mesa. El básquet arrancó un año después, entrenábamos en el club Peretz y nos prestaban la sede de Sprai para las reuniones. Conseguimos un subsidio para comprar las sillas de ruedas, salíamos de Sprai, pasábamos por la estación de servicio que estaba en la esquina, inflábamos las gomas y seguíamos a Peretz, que quedaba a la vuelta. Como no todos teníamos sillas de ruedas, algunos llevaban sillas comunes y se sentaban ahí...
P: ¿Trabajaban?
JLC: No, para nada... Nos enteramos que en Buenos Aires habían conseguido playas de estacionamiento... Volvimos y fuimos a golpear las puertas de la Municipalidad. Nos dieron la playa del parque Alberdi y ése fue el primer trabajo de Vega, el de Leurino, el mío y el de otros más. Después se desmoronó una escuela que había en la cortada Falucho, nos presentamos en el Ministerio de Educación donde estaba Virgilio Cordero, pedimos el lugar y pusimos otra playa y le dimos trabajo a otros discapacitados.
P: ¿Avizoraban la función social de hoy cuando se produjo la fundación?
JLC: Para nada. Nosotros fundamos Cilsa con fines deportivos. Todo lo fuimos realizando como parte de nuestras necesidades, pero distintos acontecimientos nos hicieron abrir la mirada. Eso sí, la evolución fue constante. No recuerdo haber tenido un año malo. Y cuando hubo un estancamiento deportivo, como consecuencia del cambio generacional, se dio la explosión de Cilsa como institución social.

Costantini integró el seleccionado argentino de básquetbol en silla de ruedas, saliendo campeón mundial en los Juegos Mundiales en Silla de Ruedas de 1973, en la que Argentina venció al favorito Estados Unidos por un doble de diferencia.
Representó a la Argentina en los Juegos Paralímpicos de Tel Aviv 1968 y los Juegos Paralímpicos de Heidelberg 1972, compitiendo en básquetbol en silla de ruedas, atletismo adaptado y tenis de mesa adaptado. En Heidelberg 1972 obtuvo medalla de bronce en básquetbol en silla de ruedas.
Costantini presidió el Cilsa entre 1966 y 1969 y desde 2009 en adelante. 

## Carrera deportiva

### Campeonato del mundo de básquetbol en silla de ruedas
Costantini integró la selección argentina que ganó el campeonato mundial de baloncesto en silla de ruedas en los Juegos Mundiales IWAS (Stoke Mandeville) de 1973. En el torneo Argentina venció el 15 de julio a Gran Bretaña por 68 a 39, el 17 de julio a Israel por 63 a 35; el 19 de julio a Suecia por 73 a 43 y el 21 de julio a Estados Unidos por 50 a 48.
El equipo argentino estuvo integrado por Vitaliano Brandoli (Cemefir), Juan Luis Costantini (Cilsa), Ángel Elizalde (Aprilp de La Plata), Osvaldo Ferrigutti (Cilsa), Víctor Forconi (Crol), Jorge Kosacks (Newell’s), Héctor Leurino (capitán, Cilsa), Pablo Lunazzi (Duba de Bahía Blanca), Alberto Parodi (CRIDEL), Rodolfo Sánchez (Cilsa), Oscar Valdez (Newell's, y Juan Leonardo Vega (Cilsa).
El equipo argentino estuvo integrado por Vitaliano Brandoli (Cemefir), Juan Luis Costantini (Cilsa), Ángel Elizalde (Aprilp de La Plata), Osvaldo Ferrigutti (Cilsa), Víctor Forconi (Crol), Jorge Kosacks (Newell’s), Héctor Leurino (capitán, Cilsa), Pablo Lunazzi (Duba de Bahía Blanca), Alberto Parodi (CRIDEL), Rodolfo Sánchez (Cilsa), Oscar Valdez (Newell's, y Juan Leonardo Vega (Cilsa).
Argentina volvió a ganar el campeonato mundial en 1974.
Armand Thiboutot y Philip Craven, en su libro The 50th Anniversary of Wheelchair Basketball mencionan a Costantini y Leurino como los jugadores más destacados de aquel equipo, describiendo a Costantini con las siguientes palabras:

JUAN LUIS COSTANTINI. Uno de los tiradores más fenomnales de los Juegos, un jugador de clase 1 (máxima discapacidad) que puede anotar de cualquier lado, con un movimiento a una mano técnicamente perfecto. Es también extremadamente peligroso en el contraataque jugando por momentos un defensa con el solo fin de robar la pelota. Argentina jugaba frecuentemente defensas de cuatro contra cinco atacantes, lo que le permitía a Juan Luis adelantarse de inmediato, para recibir un pase largo y anotar una bandeja.
The 50th Anniversary of Wheelchair Basketball

### Juegos Paralímpicos de Heidelberg 1972

#### Medalla de bronce en básquetbol en silla de ruedas
El equipo masculino de básquetbol estuvo formado por Juan Luis Constantini, Héctor Leurino, Guillermo Prieto, Alberto Parodi, Daniel Tonso, Luis Grieb, Juan Vega, Rubén Ferrari y Aldo Di Meola.
Participaron nueve países: Argentina, Australia Estados Unidos, Francia, Gran Bretaña, Israel, Italia, Países Bajos y Suecia que fueron dividos en dos grupos. Argentina salió primera en el Grupo A, ganándole a Gran Bretaña 56-48, a Suecia 78-26, a Países Bajos 61-36 y a Italia 70-44. En la semifinal perdió con Israel por un solo doble (53-55). El partido por la medalla de bronce fue contra Gran Bretaña, volviéndola a vencer esta vez por 54-39. Al año siguiente el equipo argentino se consagraría campeón mundial.
| Baloncesto Varones | Baloncesto Varones | Baloncesto Varones |
|                    | País               |                    |
| ------------------ | ------------------ | ------------------ |
| 1                  | Estados Unidos     |                    |
| 2                  | Israel             |                    |
| 3                  | Argentina          |                    |
| Fuente: IPC.       |                    |                    |